# Евандер Кейн
Евандер Кейн (англ. Evander Kane; 2 серпня 1991, м. Ванкувер, Канада) — канадський хокеїст, лівий нападник. Виступає за «Динамо» (Мінськ) у Континентальній хокейній лізі. 
Вихованець хокейної школи «Ванкувер Тандербердс». Виступав за «Ванкувер Джайєнтс» (ЗХЛ), «Атланта Трешерс», «Вінніпег Джетс».
В чемпіонатах НХЛ — 213 матчів (63+63).
У складі національної збірної Канади учасник чемпіонатів світу 2010, 2011 і 2012 (22 матчі, 6+7). У складі молодіжної збірної Канади учасник чемпіонату світу 2009. 
Досягнення
- Володар Меморіального кубка (2007)
- Переможець молодіжного чемпіонату світу (2009).